# Friedrichshütte (Herdorf)

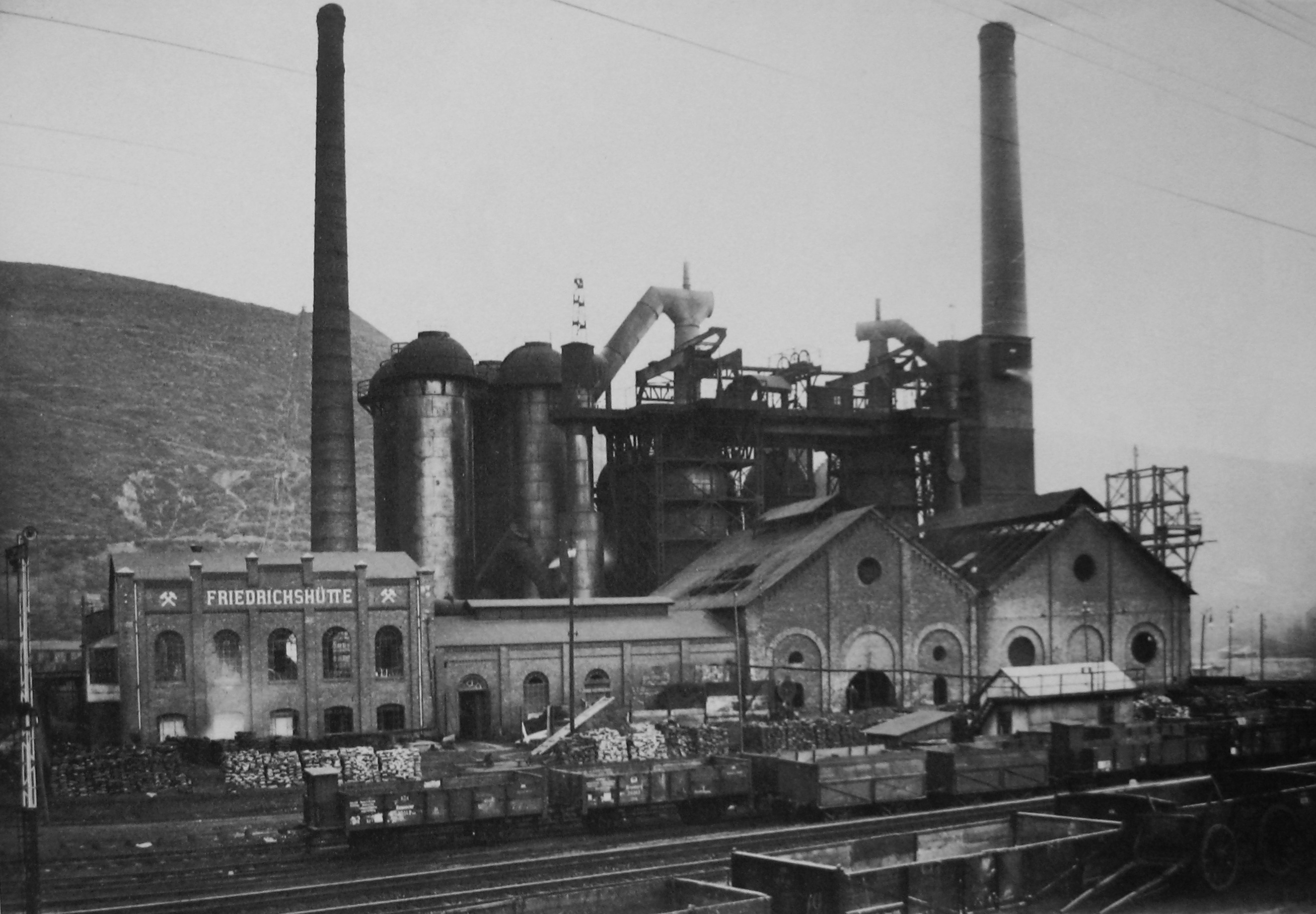
Die Friedrichshütte

Die Friedrichshütte war ein Hüttenwerk in Herdorf im Landkreis Altenkirchen in Rheinland-Pfalz. 1968 stellte sie die Roheisenerzeugung ein und war damit die letzte im Hellertal und eine der letzten im Siegerland geschlossenen Hüttenwerken.

## Geschichte

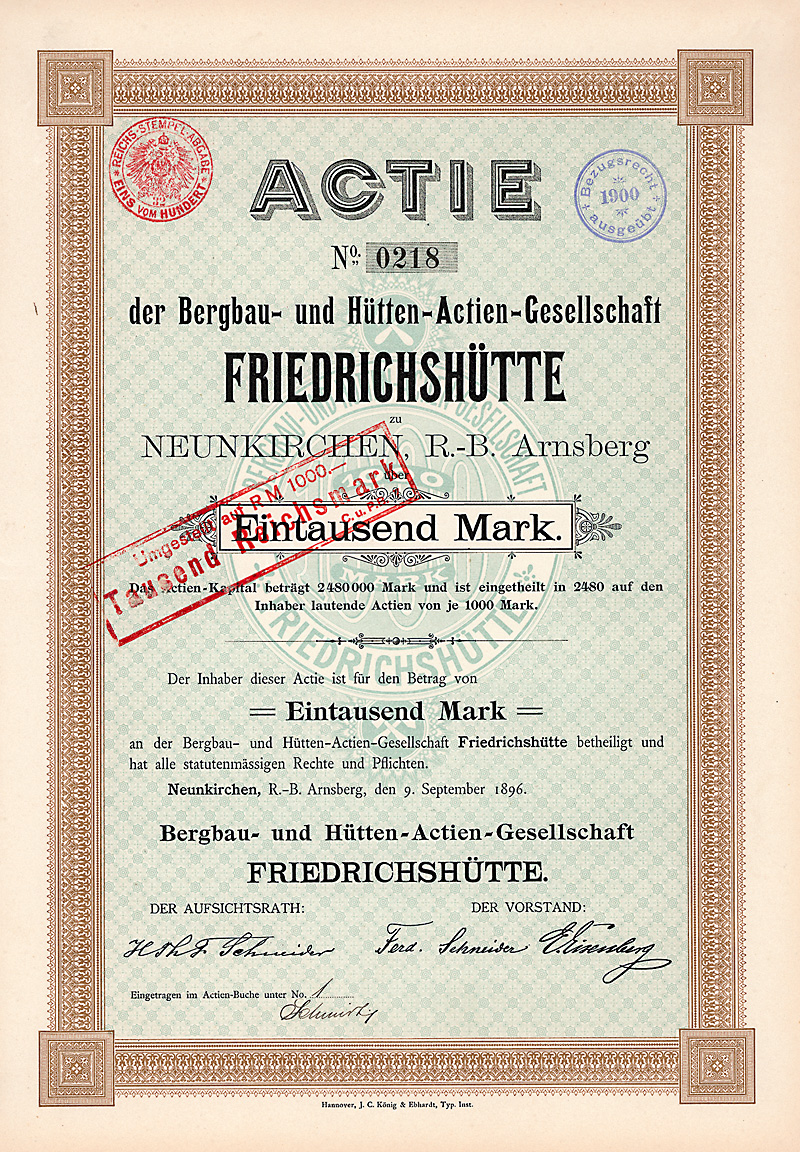
Aktie über 1000 Mark der Bergbau- und Hütten-AG Friedrichshütte vom 9. September 1896

1830 gründete Carl Stein ein Eisenhandelsgeschäft. 1839 folgte die Konzession für das Walzwerk Carl Stein in Wehbach, welches sich zwischenzeitlich in Kirchen befand. 1841 folgte die Inbetriebnahme der Wehbacher Hütte, 1847 erwarb Stein den Asdorfer Hammer bei Freudenberg.
1837 gründete Heinrich Daniel Friedrich Schneider († 12. Oktober 1895 im Alter von 83 Jahren) seine Firma. Diese wurde 1905 aufgelöst. Ab 1853 beteiligte sich Schneider an der 1478 errichteten und wieder neu aufgebauten Alten Herdorfer Hütte. Am 27. März 1855 wurde die Grube San Fernando durch den Bergmann Wilhelm Hähner gemutet, dieser starb jedoch am 19. Juli desselben Jahres. Am 1. August 1855 erwarb Schneider das Grubenfeld von den Erben Hähners, ein Jahr später wurden zahlreiche Grubenfelder (u. a. Alte Mahlscheid, Ziegenberg) zur Gesamtgrube San Fernando konsolidiert.
1871 fand durch Schneider die Grundsteinlegung der Friedrichshütte in Herdorf statt, drei Jahre später konnte bereits der erste Kokshochofen angeblasen werden. 1883 folgte der zweite Hochofen. 1884 wurde dem jüngsten Sohn Schneiders, Ferdinand Schneider, die technische Führung der Friedrichshütte übertragen. Er war bemüht um die Weiterentwicklung des Hüttenwesens. 1892 führte er die Schlackengranulation ein. Im Hochofen schwamm auf dem flüssigen Roheisen Schlacke, diese wurde durch eine Rinne nach draußen geführt und zerfiel in einem Wasserbad zu Sand. Dieser wurde mit einer Drahtseilbahn auf eine Halde gebracht.
1896 erfolgte die Umwandlung der Hütte in die Bergbau- und Hütten-AG Friedrichshütte, Neunkirchen/Sieg nach dem Tode Schneiders im Jahr 1895. 1900 übernahm die Friedrichshütte das Stahl- und Walzwerk Stein, ab nun konnte vom Eisenerz an Roheisen und Rohstahl bis hin zum Feinblech alles in einem Unternehmen hergestellt werden. Die Friedrichshütte war damit die erste gemischte Hütte im Siegerland. 1906 wurde die Verwaltung von Neunkirchen nach Herdorf verlegt. 1914 wurde die Alte Hütte der Friedrichshütte angeschlossen.
Nach dem Ersten Weltkrieg kam durch eine umfassende Modernisierung der Anlagen und der Qualitätsverbesserung ein großer Aufschwung der Hütte, gemeinsam mit dem Werk in Wehbach wurden 2000 Arbeitnehmer beschäftigt. In den Jahren 1918 und 1919 wurde eine Seilbahn gebaut, über die der Schlackensand der Friedrichshütte in eine große Bergmulde transportiert wurde. Diese Sandhalde prägt bis heute das Herdorfer Stadtbild. 1919 übernahm der Bergassessor Schneider die Leitung der Hütte. 1925 kam es zur Gründung der Verkaufsgesellschaft Eisenhandel Stein GmbH in Wehbach. 1930 wurde ein Gewinn-Gemeinschaftsvertrages mit dem Großaktionär Vereinigte Stahlwerke AG abgeschlossen.
Im November 1947 ging die Friedrichshütte erst mit nur einem Hochofen wieder in Betrieb. Damit war es das erste Hochofenwerk des Siegerlandes und in Rheinland-Pfalz, das nach dem Zweiten Weltkrieg wieder in Betrieb genommen wurde. Unter Hüttendirektor Heinz Berndt erlebte die Hütte, wie nach dem Ersten Weltkrieg, durch Modernisierungen der Hüttenanlagen und Qualitätsverbesserungen bei Roheisen, Stahl und Feinblech großen Aufschwung. 1952 wurde die Friedrichshütte Tochtergesellschaft der Hüttenwerke Siegerland AG in Siegen. 1955 folgte die Auflösung dieser Firma. Die Stilllegung des Werkes in Wehbach erfolgte 1967, am 30. August 1968 erfolgte der letzte Hochofenabstich in der Friedrichshütte sowie der Alte Hütte in Herdorf.

## Gegenwart
Auf dem ehemaligen Gelände der Hütte, das in der Herdorfer Stadtmitte liegt, bestehen heute mehrere Geschäfte. Im Hüttenhaus gibt es neben einem Restaurant einen Saal des Kulturring Herdorf und Kreises der Kulturfreunde Herdorf e.V., in dem Vorführungen und Theaterstücke aufgeführt werden.
Neben dem Hüttenhaus erinnert die Sandhalde noch an den Hüttenbetrieb, diese füllte seit 1918 eine Bergmulde aus und ist heute weithin sichtbar.